# Safari (périodique)
Pour les articles homonymes, voir Safari.
Safari est une revue de l'éditeur de petit format Aventures & Voyages qui a eu 169 numéros de septembre 1967 à mai 1987. Mensuel jusqu'au N°134, puis trimestriel jusqu'au N°166 et bimestriel jusqu'à la fin.
On retrouve Enzo Chiomenti pour une bonne partie des couvertures, mais aussi Tomas Porto, Guido Zamperoni et quelques autres.

## Les Séries
- Bang Bang Sam (Vicar) : N° 101
- Barnabé (Juan Rafart et Roy Wilson) : N° 146
- Bill et Boss : N° 66
- Bull Rocket (Héctor Oesterheld, Ray Collins O. Carovini & Angel Fernandez) : N° 158 à 163
- Capt'ain Rik Erik (Claudio Nizzi & Attilio Micheluzzi) : N° 153
- Capt'ain Vir-de-Bor (Michel-Paul Giroud) : N° 48, 73, 75, 76, 82, 84, 85, 86, 92, 136
- Delta 99 (Jesus Flores Thies & Carlos Giménez, Adolfo Usero, Mascaro, Nebot, Manuel Ferrer) : N° 131 à 157.
- Flash Spécial (Antonio Mancuso & Loredano Ugolini) : N° 148 à 169.
- Johnny Speed (Tito Marchioro) : N° 116 à 127
- Jungle Jack (José Larraz & Jordi Bernet) : N° 88, 89, 91
- Katanga Joe (Claudio Tinoco) : N° 1 à 136.
- Kid Pharaon (Francisco Solano Lopez, Julio Schiaffino, Geoff Campion) : N° 96 à 116.
- Klip et Klop (Tom Tully & Mike Western, Fuentesman & Tomas Porto) : SAFARI N° 1 à 92.
- La Bande à Zozo (Leo Baxendale) : N° 47, 48, 50, 51, 52, 56, 59, 62, 65, 67, 69, 70, 87
- Le Cchevalier de Fièremine (Lino Landolfi) : N° 7, 8
- Le Cyclope (John Wagner & John Cooper) : N° 138 à 147.
- Lieutenant Baraka (A. Captier) : N° 164 à 169
- Mawa (Juan Fara) : N° 93, 94
- Mimile (Reg Parlett)
- Oncle Arthur : N° 1 à 6.
- Oreste : N° 13, 14, 15, 16, 17, 19, 21, 22, 23, 24, 25, 26, 27, 28, 31
- Pimpin et son zoo (Leo Baxendale) : N° 77, 81
- Proton : N° 29, 36, 37, 38, 41
- Simba le fils du fleuve (L. D'Este & Stelio Fenzo) : N° 152 à 169.
- Teddy : N° 93 à 109
- Tiki fils de la jungle (Giancarlo Ottani, Giancarlo Berardi & Stelio Fenzo) : N° 110 à 151.
- Yankee (Michel Paul Giroud) : N°79